# Bitva u Aspern a Esslingu
Bitva u Aspern a Esslingu (též Bitva u Aspern) byla bitvou napoleonských válek, která se odehrála ve dnech 21. a 22. května 1809 mezi Francií a Rakouskem u rakouských obcí Aspern a Essling východně od Vídně. Bitva skončila první porážkou francouzského císaře Napoleona Bonaparta, který však v následné bitvě u Wagramu opět zvítězil.
Dne 9. května 1809, kdy Rakousko vyhlásilo válku Francii, začala válka 5. koalice. Napoleon brzy poté vpadl do jižního Německa, kde zvítězil v bitvách u Landshutu a Eggmühlu. O čtyři dny později získal bez boje Vídeň a připravoval přechod Dunaje. Bitvu s hlavní rakouskou armádou vedenou arcivévodou Karlem Rakousko-Těšínským zahájil dne 21. května u tehdejšího dunajského ostrova Lobau.
Po boji se Napoleon stáhl na Lobau, kde se připravoval na odplatu. To se mu 5. a 6. července 1809 v bitvě u Wagramu podařilo.

## Předehra

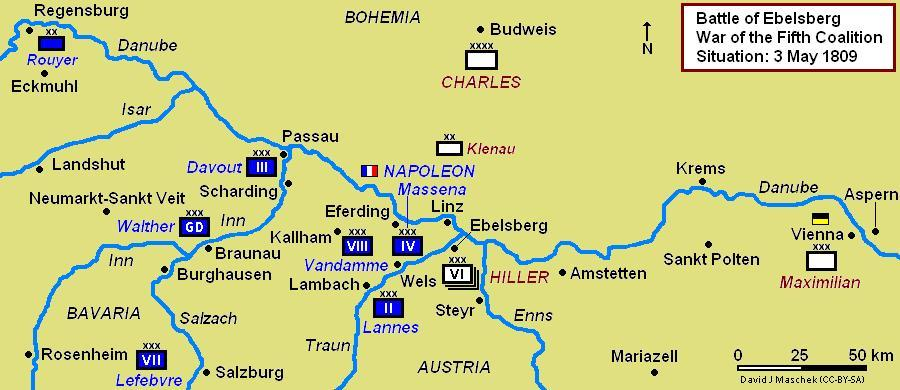
Střet u Řezna

Po vítězstvích v bitvách u Slavkova, Jeny, Friedlandu a po uzavření Tylžského míru s Ruským impériem se Napoleon obrátil proti Španělsku, kde v té době zuřila občanská válka. Jeho vojskům se podařilo dobýt Madrid. Bylo zahájeno další obsazování španělského území, když Napoleonovi 1. ledna 1809 došla zpráva, že Rakušané pod vedením arcivévody Karla se chystají na další válku. Okamžitě předal velení maršálu Soultovi a odjel do Paříže, kde na nadcházející válku rychle seskupil síly, které byly nazvány Velká Německá armáda. 14. dubna 1809 překročili Rakušané pod velením arcivévody Karla Rakousko-Těšínského hranice Bavorska a bleskově do něj vpadli. Už 19. dubna ale zvítězil francouzský maršál Davout u Teugn-Hausenu a maršál Lefebvre vyhrál v bitvě u Abensbergu. Následovala francouzská vítězství u Landshutu a u Eggmühlu. Poté byl rozmetán rakouský zadní voj, načež podmaršálek Hiller bleskurychle ustoupil od Řezna a arcivévoda Karel ustupoval ještě více do nitra Rakouska. Napoleon vjel 13. května do Vídně a s ním i několik armádních sborů. Zde se Napoleon dozvěděl, že podmaršálek Hiller ustoupil na východ od Vídně a rozhodl se s ním svést bitvu.

## Před bitvou
Napoleonovo měsíční tažení se sice jevilo triumfálně, ale mělo hned několik problémů. Řady Velké Německé armády tvořily nováčci, kteří se ještě nikdy nepodíleli na bojích. Napoleon neměl ani tušení, kde se nachází arcivévoda Karel, který k němu ve skutečnosti už mířil z Moravy. Největším problémem obou vojevůdců se však zanedlouho stal Dunaj, rozvodněný po zimě. Arcivévoda se chtěl dostat ze severního břehu na jižní už u Kremže, u Lince a v jiných místech, ale Napoleon na uvedená místa vždy dorazil dříve než on. Napoleon chtěl naopak dospět z jižního břehu na severní. Poněvadž věděl, že bitva se povede v prostoru bezprostředně u Vídně, musel najít most v blízkosti města.
První pokus o překročení řeky provedli Francouzi u ostrova Schwarze Lacken, kde je však odrazil generálmajor Weissenhof. Francouzi byli za velkých ztrát donuceni ustoupit, takže přechod v tomto místě se stal nereálným. Generál Bertrand, který dostal na starost výběr mostů, vybral čtyři lokality, nakonec ale zbyla jen jedna, vesnice Kaiser-Ebersdorf, která ležela naproti vesnici Aspern, která byla ale na druhém břehu. Zde se Dunaj větvil sice na čtyři ramena, ale kromě hlavního toku se zde daly rychle a poměrně bezpečně zbudovat mosty. Ženisté a dělostřelci začali bleskově pokládat lodice a sháněli materiál na stavbu kde se dalo. Úkol byl vskutku nelehký, protože jen první rameno měřilo 450 metrů, druhé a třetí měly dohromady 225 metrů a vedly k důležitému ostrovu Lobau, ze kterého už zbývalo přemostit jen 120 metrů. Materiálu, který pontonýři a dělostřelci sehnali, bylo však na přemostění málo. Navíc se po oblevě Dunaj rozvodnil, přičemž řekou protékalo mnoho překážek, kmeny, dřeva, někdy i domy. Přes každé rameno byl postaven jen jeden most, což znamenalo, že pokud by se jen jeden protrhl, Napoleon by nemohl dopravovat posily. Mosty byly již skoro dokončeny, když Napoleon zjistil, že se hrubě zmýlil v poloze armády arcivévody Karla, který místo na horním toku Dunaje, se nacházel přímo naproti mostům. I přesto se Napoleon rozhodl přejít zde, protože žádné jiné místo v blízkosti nebylo. K mostu se zvolna přesunovaly sbory maršálů Lannese (pěší), Massény (pěší) a Bessiérese (jezdecký). Už 20. května byly hotovy tři mosty, které však nestály příliš pevně. Většina vojska se začala přesouvat na ostrov Lobau, kde čekala na překročení čtvrtého ramene.
V noci 21. května se začaly přesouvat na druhý břeh první jednotky, které jen s malými ztrátami dobyly jak Aspern, tak Essling. Rakouské jednotky ustoupily k nedalekému Gross-Enzersdorfu. Na výšinách Bisambergu, za potokem Russbachem, se navíc objevily ohně armády arcivévody. Napoleon však nevěřil, že ohně patří Karlově armádě, a nařídil, aby se přesunulo co nejvíc jednotek, v následujícím uspořádání: Masséna se svým armádním sborem nalevo u Aspern, napravo u Esslingu Lannes, a mezi oběma dvěma uskupením jezdectvo Bessiérese, za nímž měla stát garda. Těsně před úsvitem však stály na břehu jen dvě divize sboru Massény, a dvě divize lehkého jezdectva. Ostatní jednotky čekaly na Lobau, až bude dostavěn zbytek čtvrtého mostu.

## Popis bojiště
Bojiště, na kterém se měla odehrát nastávající bitva, leželo za ostrovem Lobau, na poměrně malé, ale rovné planině, na které ležela vlevo vesnice Aspern, a nalevo Essling. Planinu napravo uzavírala vesnice Gross-Enzersdorf, a nalevo malá osada Stadlau. Mezi oběma vesnicemi se táhl protipovodňový příkop. Na jihovýchod až jih od Aspern ležel ostrov Gemeinde-Au, který byl prakticky neprostupný, kdežto na jih od Esslingu byl úplně otevřený prostor. V Aspern se nacházelo 106 domů s kostelíkem, v Esslingu 55 domů a sýpka.

## Plány protivníků

### Napoleon

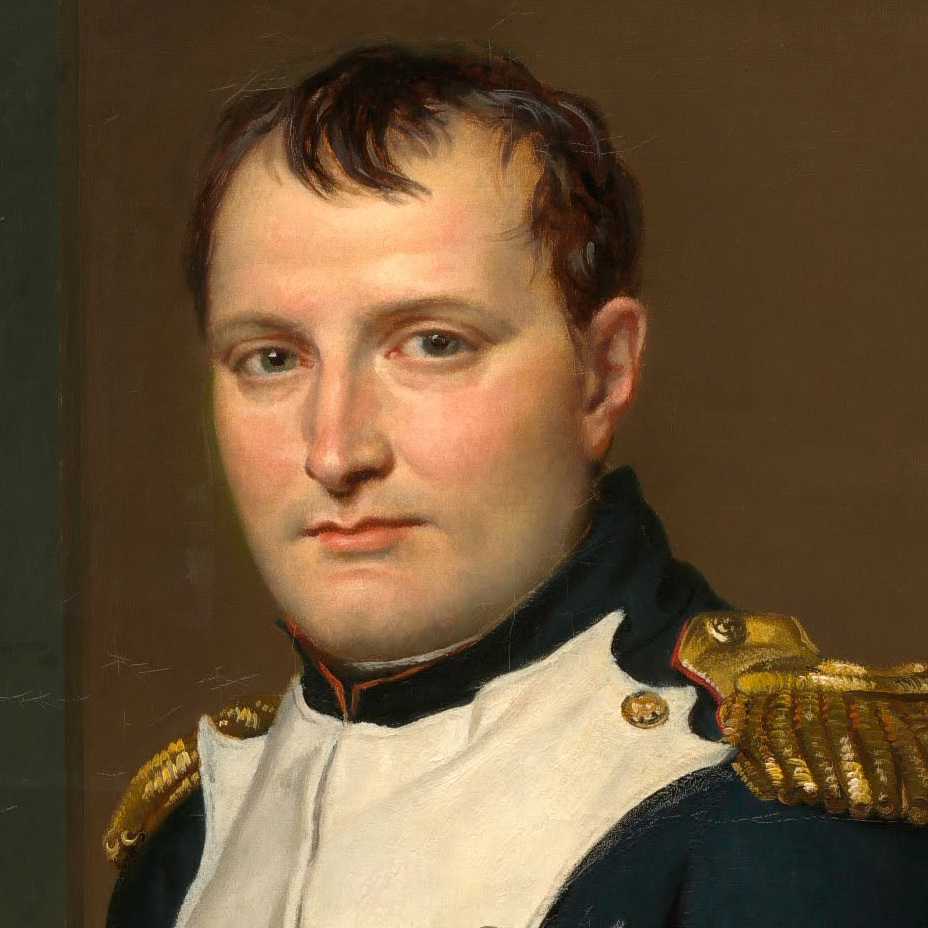
Napoleon Bonaparte

Napoleonův plán byl jednoduchý. Vzhledem k tomu, kolik měl na druhém břehu jednotek (tři divize pěší: Legrandova, Molitorova, Boudetova – Massénův sbor, dvě divize jezdecké: Lassalova, d'Espagneho-Bessiéresovo jezdectvo), nemohl příliš mnoho útočit. Proto se rozhodl soustředit na obranu Aspernu a Esslingu, zatímco Gemeinde-Au a planinu obsadil jen nevysokým počtem jednotek. Napoleon vydal rozkaz udržet pozice do zítřka, kdy předpokládal, že na druhý břeh dorazí další muži, aby mohl přejít do protiútoku. Napoleon měl k prvnímu dnu k dispozici 29 500 mužů, kteří měli jen několik málo děl.

### Arcivévoda Karel
Karel žádný složitější operační plán nevypracoval. Podle jeho rozkazů měly jeho síly, rozdělené do šesti kolon, útočit, dokud francouzské jednotky nevytlačí z obou vesnic. Na Aspern měly útočit dvě kolony, Hillerova a Bellegardeho, na centrální část bojiště dvě kolony pod velením Hohenzollerna-Hechingena a Jana z Lichtenštejna. Na Essling útočily také dvě kolony, jejichž velitelé byli Dedovich a Hohenlohe-Bartenstein. Arcivévoda měl k prvnímu dni celkem 99 000 mužů, kteří disponovali 290 dělovými hlavněmi.

## První den bitvy - neděle 21. května
Na začátku neděle měl Napoleon na druhém břehu zhruba čtyřnásobně menší vojsko než arcivévoda, aniž by to tušil. Předpokládal, že je proti němu pouze Hiller, a plánoval, jak ho porazí útokem z pravého křídla. Arcivévoda Karel, který se dozvěděl, kdo proti němu stojí, rozkazy nezměnil, a dokonce je neměnil ani během bitvy, na rozdíl od Napoleona, který měnil skoro celý původní plán z útoku na obranu.

### Aspern
Poté, co se ranní mlha rozplynula, obsadila Marulazova divize z Massénova sboru Aspern, ale jen nevelkými silami, zbytek zůstal v cihelně za Aspern. Na břehu už mělo být více mužů, ale lodě s kameny, které Rakušané spouštěli po proudu, ničily mosty a jednotky se nedokázaly dopravit včas. Rakušané zahájili ráno postup, přičemž Francouze zpozorovali dříve, než oni je. Molitor prohlásil, že Aspern udrží stůj co stůj. I sám Masséna se kvůli naléhavé situaci přemístil do této vesnice. Rakušané útočili kolonami Hillera a Bellegardeho a proti původnímu předpokladu se k tomu připojila i kolona Hohenzollerna-Hechingena. První útok začal až v jednu hodinu odpoledne v prostoru aspernského hřbitova; vedl jej francouzský emigrant Nordmann v rakouských službách. Po hodině a půl vypudili Rakušané ze hřbitova hrstku francouzských voltižérů, kteří ho udatně bránili. Ve stejné chvíli zaútočili od jihu rakouští hraničáři, přičemž se přiblížila kolona Bellegardeho, která se okamžitě zapojila do bojů s velkým úspěchem. Dva francouzské pluky ve východní části vesnice náporu neodolaly a byly donuceny ustoupit. Zároveň probíhaly i tuhé boje o Gemeinde Au, ve kterých však Hillerovy jednotky neměly v neprostupných křovinách valný úspěch.
Další útok začal o půl čtvrté a byl veden přes celý prostor od Gemeinde Au až po Aspern. Zapojil se do něj i Bellegarde, a na Molitorovu divizi rozmístěnou na celém úseku se valila obrovská masa vojska. Naštěstí pro Molitora i Massénu útok neprobíhal koordinovaně, takže Masséna mohl obranu aspoň provizorně vyspravovat. Ve chvíli kdy boj kulminoval, dorazily do boje další rakouské síly a situace se začala povážlivě zhoršovat. Masséna nechával nalévat víno, což vojáky značně povzbudilo. Situace se začala špatně pro Francouze vyvíjet i u Gemeinde Au, načež následoval třetí útok Rakušanů. Hroutící obranu na poslední chvíli posílil 26. lehký pluk z Legrandovy divize, který nedávno přešel břeh. Vojáci obou stran se rvali o hřbitov a kostel, mezitím se však ze severu přiblížila třetí rakouská kolona Hohenzollern-Hechingenova. Na Francouze se začala sypat palba 123 děl, což mělo za následek vyklizení severu vesnice a přesunu na jih. Masséna, který byl zkušený, však odtušil, že nyní přijde hlavní útok, a pro jistotu si ušetřil do zálohy dva pluky. André Masséna uvažoval správně, protože ve stejné chvíli dostal Bellegarde rozkaz k dobytí vesnice za jakýchkoliv ztrát. Bellegarde i Hiller tentokrát nechali zabubnovat na útok současně, přičemž je podpořil i Hohenzollern-Hechingen a jezdectvo Lichtensteina. Než však tyto oddíly stihly zaútočit, vrhly se na ně čtyři kyrysnické pluky Francouzů z d'Espagneho divize. Jezdci se nakonec dostali do zmatku, ve kterém probíhalo mnoho osobních soubojů. Střet trval čtvrt hodiny, po něm museli kyrysníci ustoupit. Všechny rakouské jednotky měly cestu volnou a vrhly se na aspernský hřbitov, který bránil zoufale 37. řadový pluk. Zároveň se na rovné planině roztáhly jednotky třetí kolony, čímž hrozila definitivní porážka francouzského levého křídla. Napoleon vyslal na ohrožený úsek zbytek pěchoty a Marulazovy lehké jezdce, ti však byli odraženi. I přesto jezdectvo učinilo několik dalších útoků, díky kterým se podařilo získat cenný čas a levé křídlo bylo zachráněno.
Během takto získané půlhodiny Napoleon přes opravené mosty dostal další posily, které použil na obou dvou křídlech. První přešly poslední říční rameno jednotky Carry Saint-Cyra, které byly poslány na nejnebezpečnější úsek, a to právě k Massénovi do Aspern, kde byla situace povážlivá, neboť rakouská pěchota dobyla hřbitov. Masséna ale zjistil, že u Gemeinde Au se zastavil Hillerův útok, a bleskově přesouval jednotky do Aspern. Massénovi se dařilo odrážet nesčetné rakouské útoky, ale zdevastovanou Molitorovu divizi byl donucen přesunout k Gemeinde Au. Následoval další rakouský útok na Aspern, vedený jednotkami všech tří kolon. Masséna sice se svou artilérií napáchal škody v útočících řadách, ale rakouská přesila postupovala neochvějně dál. Vzápětí se rozhořela nejtěžší bitva o hřbitov a kostelík za celý první den bitvy. Na Aspern útočilo 20 batalionů, na méně důležité Gemeinde Au jen pět. Legrandova pěchota v Aspern měla co dělat, aby vůbec ve vesnici vydržela. Rakouský nápor slavil úspěch, jednotky dobyly půlku vesnice, Masséna však držel neustále strategicky důležitý hřbitov. O půl sedmé dorazila do vesnice rakouská děla a Massénovi nezbylo než urychleně ustoupit na jih vesnice. Napoleon poté k Aspernu vyslal divizi Saint-Cyra s 9 000 muži a 18 děly. Ten na vesnici zaútočil, ale zastavila ho dělostřelecká palba. Poté už žádné ucelené útoky nevznikly, boj už probíhal od domu k domu, přičemž obě dvě strany bojovaly nejurputněji o hřbitov. Ten nakonec rozstřílela i se zdí rakouská děla, aby už hřbitov nemohl sloužit jako defenzivní pozice. Poté už boj pozvolna utichal. Vesnice během dne změnila údajně čtrnáctkrát stranu. V rakouských rukách zůstaly zřejmě sever vesnice a hřbitov, Francouzi pak vlastnili jih vesnice. Francouzům zůstal i prostor Gemeinde Au, kde se francouzská obrana zachytila na stejném místě jako ráno.

### Essling

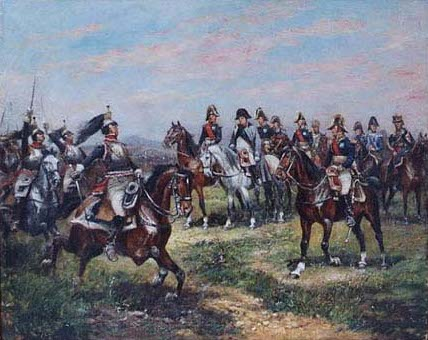
Kyrysníci u Esslingu

U Esslingu začal boj podstatně později, jelikož Dedovichova a Hohenloheho kolona dorazily k vesnici o hodně později, než říkal rozkaz. Vzhledem ke zpoždění Rakušanů zde Francouzi vystavěli aspoň základní obranu v prostoru Velké zahrady (Grosser Garten). Ve vesnici byla ještě Dlouhá zahrada (Langer Garten), ale ta byla k obraně nevhodná. Obraně Esslingu velel maršál Jean Lannes, vévoda z Montebella. Lannes měl k obraně jedinou divizi, a to Boudetovu, kterou tvořily tři pluky. Dvě kolony Dedovichova a Hohenloheho, obě dvě ale pod velením Rosenberga-Orsiniho, se pomalu blížily k Esslingu. Dedovich po přiblížení k vesnici ale čekal na Hohenloheho, který nepřicházel ani ve čtyři hodiny, navíc otálel, jak útok na opevněnou vesnici vést. Tento čas poskytl Napoleonovi velkou výhodu. Dedovich prováděl jen průzkum bojem, který však nic neřešil. Napoleon jako velký taktik poznal, že Dedovich čeká na druhou kolonu, a rozhodl se vyslat na toto křídlo d'Espagneho kyrysnickou divizi. Útok mohl vést k úspěchu, ale rakouské záložní jezdectvo jej zastavilo. V téže chvíli spokojený arcivévoda vydal rozkazy aby zaútočil, protože nečinnost této kolony kazila celkové vyhlídky v bitvě. Nakonec po naléhavých příkazech Dedovich i Hohenlohe zaútočily, ale Lannes útok odrazil bez větších problémů. Když Lannes viděl že má šanci k protiútoku, vydal rozkaz Bessiéresovi, kterého dostal pod velení, a kterého z duše nenáviděl. Ten zachránil Lannesovy pěšáky doslova na poslední chvíli, protože byli drceni rakouskou dělostřeleckou palbou. Zatímco Lannes sváděl tuhé boje se čtvrtou kolonou, přes Gross-Enzersdorf přešla 5. kolona, která v sedm večer zaútočila, ale útok nebyl dostatečně razantní, a Lannes ho odrazil. V této chvíli se už zdálo že bitva skončí, protože rakouská vojska splnila operační plán. Lannes, který dával vinu Bessiéresovi za to, že jeho kyrysnické útoky se nepodařily, nařídil nesmyslný útok, ve chvíli kdy byl již konec prvního dne. Rozkaz velel zaútočit kyrysníkům d'Espagneho, aby útočily z bezprostřední blízkosti. Kyrysníci se vrhli vpřed, ale rakouská pěchota se stihla seskupit do tzv. Massen, to jest obranné formace proti koním, která ukázala své přednosti obzvlášť v této bitvě. Útok se rozbil, načež přiklusalo francouzské i rakouské jezdectvo a došlo k jejich střetu. Francouzi byli donuceni ustoupit, ale Lannes, který si vyléval svou nenávist k Bessiéresovi, nařídil další útok. Rakouská obranná formace (Massen) a dělostřelectvo francouzské jezdce rozmetaly, a d'Espagne padl. Po jezdeckých srážkách se na bitevním poli z východu nakonec objevila 5. kolona podmaršálka Hohenloheho. Lannes postřehl nebezpečí, ale nemohl proti němu mnoho udělat, protože na směru hlavního útoku měl jen jeden pluk a dvě brigády jezdců. Rakušané sice dobyli Dlouhou zahradu, ale na víc nápor nestačil. V devět večer zahájil postup Dedovich, ten však dobyl jen nedůležitou náves. V Esslingu tedy zůstala situace Francouzů příznivější, než v Aspern. V jejich držení zůstala sýpka i Velká zahrada, tedy nejklíčovější body vesnice. Rakušanům se jejich vlažný postup zde nevyplatil – zůstala jim jen náves a Dlouhá zahrada.

## Druhý den bitvy - pondělí 22. května
Po prvním dni bitvy si obě dvě strany nárokovaly vítězství, kterého ale dosáhl spíše Napoleon, protože udržel početně mnohem silnější vojsko na linii Gemeinde Au-Aspern-Essling-Gross-Enzersdorf, zatímco arcivévoda Karel sice splnil svůj operační plán, ale nevyužil velké šance k vítězství. Druhý den navíc vypadala situace lépe pro Napoleona, který měl sice před rozbřeskem na druhé straně Dunaje jen 50 000 mužů, 6400 jezdců a 90 děl, ale předpokládal, že v průběhu dopoledne jeho síly zesílí na 60 000 mužů, 11 000 jezdců, a 152 děl. Na pondělí byl před třemi Napoleonovými maršály těžký úkol. Lannes a Besiéres měly zaútočit na rakouský střed, načež se měli stočit doleva. Masséna dostal za úkol ovládnout Aspern a vytvořit si prostor pro útok. Případnou zálohu představovala garda a jednotky Davoutova sboru, které se blížily k mostům od Vídně. Arcivévoda Karel hodlal pokračovat ve včerejším útoku, přičemž jeho cílem bylo pouze donutit ustoupit všechny Napoleonova vojska na Lobau. Arcivévodovy síly dosahovaly 96 000 mužů, kteří měli zhruba 350 děl.

### Aspern
Ve tři hodiny ráno zahájila rakouská děla palbu po celé délce bitevní linie, a o hodinu později Francouzi spatřili první rakouské uniformy. Masséna v Aspernu na nic nečekal a zaútočil s momentem překvapení hned ráno, přičemž se mu podařilo Rakušany zaskočit a ti začali ustupovat. Zanedlouho byla dobyta hlavní ulice i s kostelíkem, načež padl celý Aspern, kromě jednoho domu, který bránil půlbatalion Erzherzog Rainer. Massénův útok těžce zasáhl hlavně předvoj Bellegardeho kolony. Zoufalý velitel předvoje rozesílal zprávy na všechny strany, ale bez reakce. Vzápětí byla napadena 3. kolona Hohenzollerna-Hechingena, která utrpěla rovněž těžké ztráty. Útoku se kromě Legrandových a vyčerpaných Molitorových mužů, zúčastnila i celá divize Carryho Saint-Cyra. Hiller nařídil na vesnici palbu, a podařilo se mu dobýt zpět celý kostelík i se hřbitovem, ale Massénův další protiútok ho vytlačil z celé vsi, kterou Masséna s přehledem v sedm ráno ovládl. Po Lannesově útoku u Esslingu, kdy arcivévoda pochopil Napoleonův záměr, nařídil Hillerovi a Bellegardemu další útok. Ten začal po sedmé masivní dělostřelbou obou kolon, načež zaútočila pěchota, která dobyla polovinu vesnice a zastavila je v osm hodin až Massénova poslední záloha, Hesenci. Poté opět zahájilo palbu rakouské dělostřelectvo, které zlikvidovalo prakticky zbytky domů. Poté zahájili Hesenci a další Napoleonovy oddíly nový útok, který sice uspěl, ale následný rakouský protiúder vyhnal Massénu z celé vsi. V deset ovládli Hiller a Bellegarde celou ves. Zhruba ve stejné chvíli se dozvěděli to, co Masséna věděl už dávno, totiž že od sedmi do osmi hodin rakouští diverzanti spouštěli hořící lodice, či lodice naložené kamením, které protrhly velikou část mostů, a Napoleonovi přestaly proudit posily, munice, potraviny a vybavení. Masséna poznal, že musí Aspern dobýt stůj co stůj, protože jinak by otevřel cestu do svého týlu. Navíc otevřená planina, kam ho donutili Rakušané ustoupit, neskýtala mnoho možností k obraně. V jedenáct dostal jako podporu tři prapory mladé gardy a zahájil útok. Podařilo se mu opět dobýt jih vsi i hřbitov, ale Hiller se nenechal vytlačit a zahájil protiútok, protože i on chápal, že Aspern je klíč k celé bitvě. Ve vesnici i na hřbitově se dostaly ke slovu bodáky a pěsti. Hiller se snažil Massénu za pomoci mohutné dělostřelecké palby a opakovaných útoků vyhnat, aby si otevřel cestu na rovinu za Aspern, kde by jistě Massénovy jednotky obrátil v útěk. To Masséna věděl, a navíc kryl ústup ostatních jednotek, takže Aspern nemohl rovněž opustit. Ve dvě hodiny se začala situace měnit k lepšímu pro Rakušany, kteří ovládali skoro celou ves, až na východní okraj a Gemeinde-Au, kde byly umístěny zbytky Molitorovy divize. Pár hodin poté obdržel Masséna povel k ústupu a jeho jednotky se začaly spořádaně stahovat směrem k Lobau. Největší zásluhy na tomto historicky prvním vítězství nad Napoleonem připisují se skvělemu výkonu rakouského dělostřelectva, kterému velel pozdější vrchní velitel rakouského dělostřelectva generálmajor Josef von Smola.

### Essling

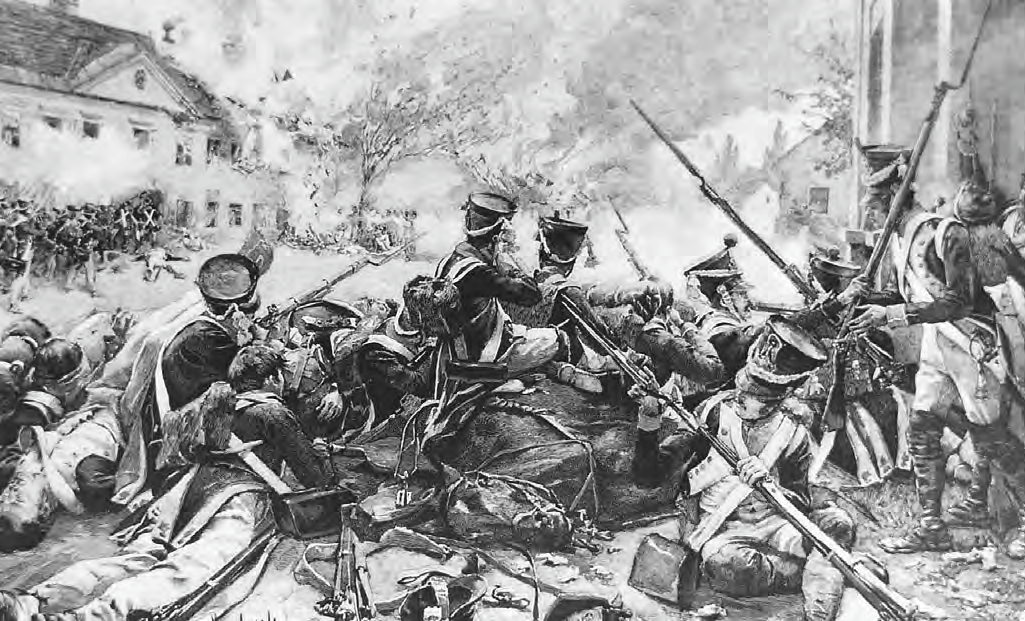
Mladá garda v Esslingu

Mezi třetí a pátou ráno vypukly boje i v Esslingu. Lannes chtěl zamezit útoku od Gross-Enzersdorfu a vytvořit si nástupní prostor pro útok, Hohenlohe ho ale předešel a sám zahájil útok, který však začala likvidovat francouzská křížová palba. Rakouský podmaršálek Rosenberg-Orsini, velící oběma kolonám, chtěl odčinit včerejší pozdní nástup do boje, a vpřed vyslal i Dedovichovy muže, ti se ale zastavili u sýpky. Hohenlohe se pokoušel o boční útok, ale ani ten neuspěl. Francouzi zde uplatnili to, že jako na jediném úseku měli více děl, a proto zahájili boční i přímou palbu do Rakušanů. Došlo k několika jezdeckým srážkám, ale nakonec Hohenlohe začal ustupovat, přičemž na něj útočili francouzští kyrysníci. Lannes, spokojený s vývojem situace, začal připravovat vše pro nadcházející útok, na který byl už připraven i Bessiéres se svým jezdectvem. Útok měl být veden mezi 3. rakouskou kolonu a Lichtensteinovo záložní jezdectvo, na obranu Esslingu zůstala Boudetova divize, sama proti oběma kolonám Rosenberga-Orsiniho. Lannes zahájil postup vpřed, pochodoval však pomalu. Podpora francouzského dělostřelectva se sice jevila jako dostatečná, vzápětí ale zahájilo palbu dělostřelectvo rakouské, které Lannese připravovalo o mnoho mužů. Lannes vydal příkaz Bessiéresovu jezdectvu, ať na děla zaútočí.

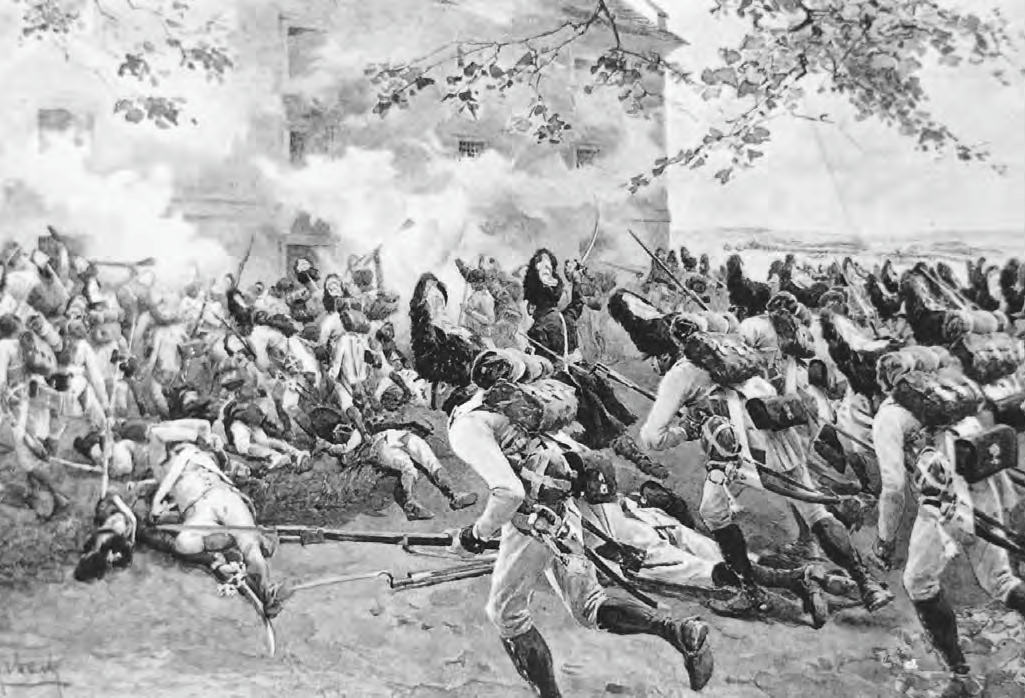
Útok rakouských granátníků

Jako první vyjelo na rakouská děla Marulazovo lehké jezdectvo, které ale bylo třikrát zastaveno rakouskou obrannou formací. Marulaz tedy neuspěl a bylo načase, uvažovat nad novým útokem. Lannes ho okamžitě zahájil, arcivévoda Karel ale nyní pochopil Napoleonův záměr. Vydal rozkaz do Aspern, kde Masséna neodolal útoku a byl poražen. Lannes to sice věděl, ale pokračoval v úspěšně započatém útoku. Při něm ho podporovali kyrysníci a takzvané francouzské „létající“ baterie dělostřelectva, které rychle zaujaly postavení a spustily palbu podporující jezdectvo. Kyrysníkům se začínal dařit průlom, jenže najednou zasáhl sám arcivévoda Karel, který zvedl prapor pluku Zach, pobídl vojáky do útoku a společně s jezdectvem francouzské kyrysníky zastavil. Vzápětí dorazily na bojiště dva prapory podmaršálka d'Aspreho, elita rakouské armády – granátníci. Lannesův útok tak kolem deváté skončil, a jeho jednotky se pomalu stahovaly na linii, odkud ráno vyšly. Rakouské dělostřelectvo proto opět rozpoutalo palbu. Lannes si myslel, že bude mít příležitost k dalšímu útoku společně s Davoutovým sborem, který měl přijít jako posila, jenže ten nedorazil kvůli probořeným mostům. Lannes byl zahnán zpět, zatímco nebohá Boudetova divize v Esslingu čelila opakovaným útokům Dedovichovy kolony a granátníků. Boudet se sice statečně držel, ale devátý útok obrovské rakouské přesily obrátil jeho vojáky na útěk, a bráněna zůstala pouze sýpka. Utíkajícím vojákům zastoupili cestu granátníci a myslivci staré gardy, kteří jako jediní stihli přejít po chvilkově opravených mostech. Rakušané zabrali celý Essling, až na sýpku, kde se bránil Boudet a hrstka jeho mužů. Místo většiny uprchlé divize Boudetovy přišly dva pluky ze Saint-Hilairovy divize. Napoleon už věděl, že bitvu prohraje, a proto vyslal do Esslingu starou gardu, aby zachránila situaci. Té se podařilo Essling stabilizovat, přičemž arcivévoda Karel ustoupil, protože jeho dělům, které významně přispívaly k francouzské porážce, docházela munice. Ve čtyři hodiny zde tedy boj dá se říci utichl, zatímco u Aspern sváděl Masséna těžké boje, aby se nepřítel nedostal na rovinu za Aspern. V téže době byl zahájen stupňovitý ústup francouzských sil na Lobau. Masséna i Lannes zoufale drželi obě dvě vesnice, aby se mohlo celé vojsko stáhnout. V sedm hodin zahájili ústup i oni. V devět hodin už stála na druhém břehu jen Legrandova divize a stará garda, kteří chránili ústup před případným útokem Rakušanů. Ten už ale nepřišel, protože arcivévoda Karel už jen nechal dostřílet svá děla, načež opustil bojiště a vychutnával si pocit prvního vítěze nad Napoleonem Bonapartem.

## Po bitvě

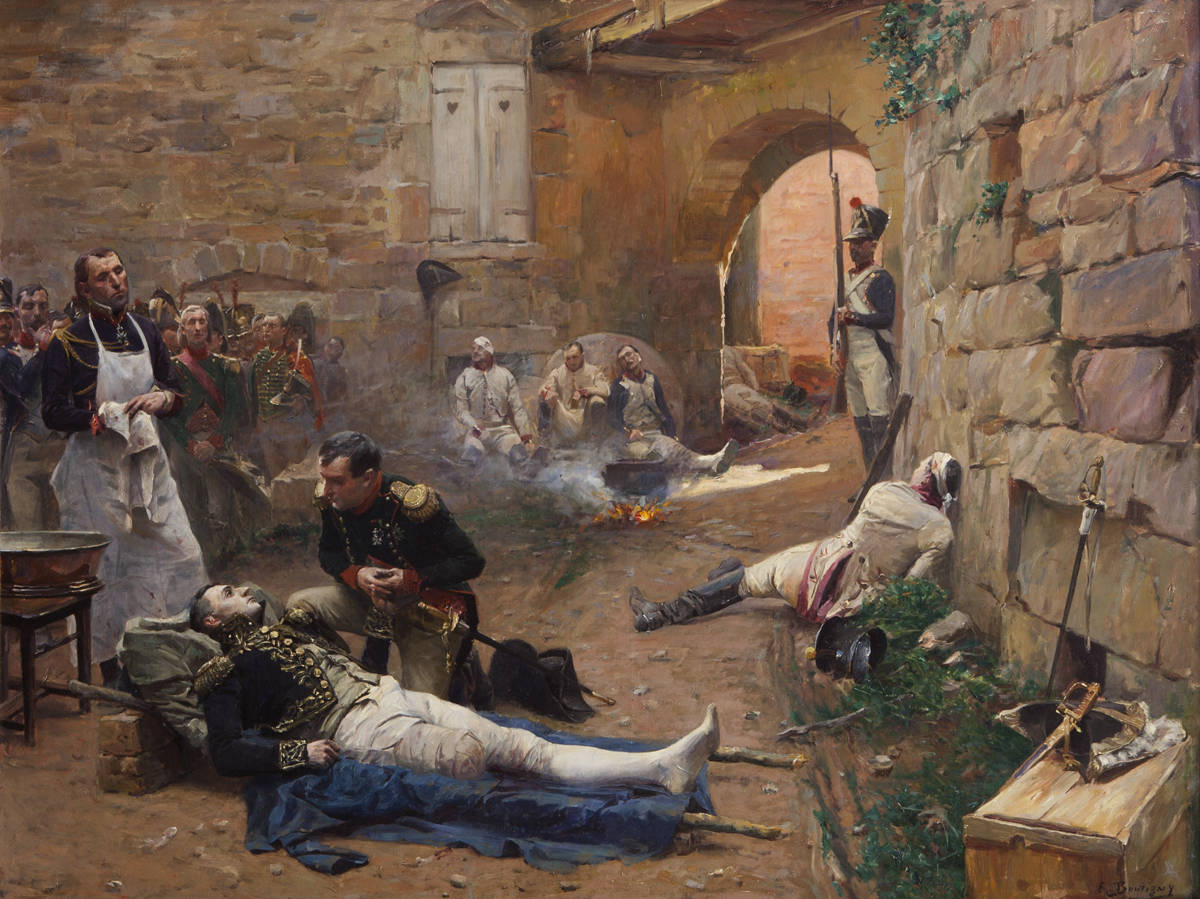
Raněný Lannes s Napoleonem

Napoleon svěřil ústup maršálu Massénovi a přeplavil se na druhý břeh, kde stál dosud i Davoutův sbor. Tehdy udělal arcivévoda Karel údajně největší chybu, protože nechal Napoleona ustoupit, přičemž na něj ani neposlal jezdectvo, ani nezačal bombardovat Lobau svými dvěma stovkami děl. V závěrečné fázi bitvy byl trefen maršál Lannes dělovou koulí do nohou, když právě seděl. Následná amputace se mu stala osudnou, na následky zranění zemřel sedm dní po bitvě na ostrově Lobau.

## Ztráty na obou stranách

### Francie a spojenci
Francouzi ztratili mnohem více vojáků než arcivévoda Karel. Za bitvu zaplatili 7 000 mrtvými a měli 16 000 zraněných. Francouzi neměli tak spolehlivé údaje o ztrátách jako Rakušané, proto se vychází jen z odhadů a hlášení.

### Rakousko
Rakouské ztráty byly menší než francouzské. Arcivévoda Karel ztratil mužů - 4 286 mrtvých, 16 314 raněných, 1 903 pohřešovaných a 837 mužů bylo Francouzi zajato.

## Následující události
Po bitvě zůstaly na ostrově Lobau stovky francouzských raněných a umírajících, přičemž čekali velmi dlouho, než k nim vůbec dorazil proviant a nápoje a než se mohly opravit mosty. Napoleon byl poražen, což mohlo mít velké politické důsledky v Evropě. Naštěstí pro Francii a svoji vlastní vojevůdcovskou reputaci však Napoleon zvítězil v následující bitvě u Wagramu. Po dalším postupu dosáhl i dalšího vítězství v další menší bitvě u Znojma. Zde byl také uzavřen dočasný mír s Rakouskem, jež ukončil poslední Napoleonovo vítězné tažení.